# 池田成彬
池田 成彬（いけだ しげあき、慶応3年7月16日〈1867年8月15日〉 - 昭和25年〈1950年〉10月9日）は、日本の政治家、実業家。
三井合名会社筆頭常務理事（事実上の三井財閥総帥）、第14代日本銀行総裁、大蔵大臣兼商工大臣、内閣参議（第一次近衛内閣・平沼内閣・第2次近衛内閣）、枢密顧問官（東條内閣）、を歴任。1930年代後半には親英米の穏健派として度々首相候補に擬せられたが、軍部の反対などもあって実現しなかった。
『成彬』は音読みで「せいひん」とも、晩年の質素な生活から「清貧」とも呼ばれた。

## 経歴

### 生い立ち
出羽国（現在の山形県米沢市）に米沢藩士・池田成章の長男として生まれる。江戸留守居役であった父の影響により、米沢藩の米沢中学（現・米沢興譲館高校）で漢学を学んだ後、1880年頃、すぐに東京に出て有馬学校を振り出しに、小永井小舟の濂西塾に入り儒学と漢学を学ぶ。更に、中條政恒について漢学を学ぶ。中條には平田東助、後藤新平も学んでいる。次いで進文学舎に進学。

### 慶應義塾時代
大学予備門の受験勉強のために、知人に慶應義塾別科を勧められて入学。1888年（明治21年）7月、慶應義塾別科を卒業後、大学部が設立されることを聞き、東京帝大の受験から転換し、その後約1年半イギリス人に付いて英学の個人授業を受け、1890年（明治23年）1月、新設された大学部理財科（現在の慶應義塾大学経済学部）に入学。入学前から英語を学んでいたことが幸いし、ハーバード大学からの派遣教師・アーサー・ナップと慶應義塾より推薦され渡米、1895年（明治28年）に5年間の留学生活を終えて帰国。渡米中は小幡篤次郎・門野幾之進の書簡の往復をする。帰国後、福澤諭吉の主宰する『時事新報社』に論説委員として入社したが、3週間で辞める。辞めた理由は諸説あってはっきりしないが、自分の力量にあった給与でないと感じたとも、新聞がビジネスとして確立されていないことに嫌気が指したとも、ハーバード大学での知識や経験が生かされないことに不満を持ったからとも言われる。

### 三井銀行

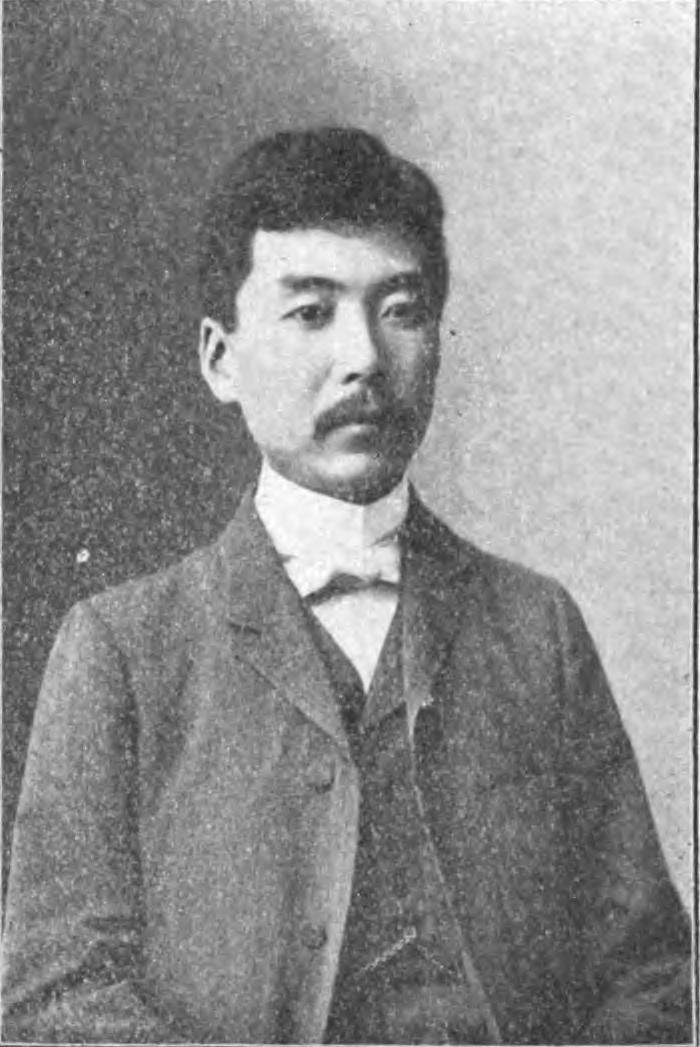
三井銀行勤務時代

同年12月には中上川彦次郎が改革を断行していた三井銀行に入行。調査係を振り出しに大阪支店勤務、足利支店長。コール制度や大阪市債の引き受け、銀行間の預金協定など新機軸を次々に打ち出していく。1898年（明治31年）欧米出張を命ぜられ、銀行業務の近代化について学ぶ。明治33年（1900年）本店に転勤し、営業部次長。1904年（明治37年）に営業部長となる。その間に、三井財閥の実力者、中上川彦次郎の長女・艶と結婚する。1911年（明治44年）合名会社組織だった三井銀行を株式体制に改める改革に際して、常務取締役に選任される。以後、23年間にわたって常務のポストに就く。1919年（大正8年）に筆頭常務となる。同年8月の三井銀行の増資と株式公開は池田の意思によって実現されたという。

### 金融恐慌
1927年（昭和2年）3月の台湾銀行の融資引き上げによる鈴木商店の破綻とこれに伴う昭和金融恐慌発生は、台湾銀行・鈴木商店の経営悪化のなかで池田が強引に資金を引き揚げたことが原因であるとも批判された。また、1931年（昭和6年）夏にヨーロッパの世界恐慌はドイツからイギリスに波及したが、金輸出禁止を打ち出した英国により、金本位制は崩壊する。この時、池田の指令で三井は横浜正金銀行を通じてドル買いに走った（ドル買事件）。イギリスの金輸出停止は日本に早晩波及し、日本も金輸出が禁止になる時に備えて思惑買いに走ったわけである。これに対し金解禁を実施した、時の蔵相井上準之助は、公定歩合を引き上げ、金融引き締めを取り、ドル買い資金の不足を打ち出した。国内の不況は一段と厳しさを増し、ドル買いの元凶として三井は名指しで非難されたが、池田は三井はロンドンに保有している8,000万円もの金の日本本国への引き揚げを差し止められたためにやむなく行った行為でありその額も4,324万円相当に過ぎないこと、加えて日本が金輸出を認めているのにドル買いをして何が悪いかと資本の論理で反駁した。だが、実際には三井財閥全体の投機行為は説明と大きく異なっていたこと、また不況で日々の生活にも難渋し、かつ一般の感覚から遊離したこの発言に対して一般庶民はこれを「金持ちの傲慢」と受け止めて激しく反発した。そのために、時の理事長であった団琢磨とともに右翼団体「血盟団」による暗殺の対象とされ、翌1932年（昭和7年）に団が凶弾に倒れている。

### 三井合名理事
同年に三井合名理事となり、三井財閥の実質的な責任者となる。事実上の三井財閥の総帥となった池田は、まずは世間や右翼団体による批判の矛先をかわすため、三井報恩会を設立して社会事業に力を入れて「財閥の転向」を演出することになる。さらに三井首脳の人事を刷新し、三井家一族を経営の第一線から退陣させた。このとき三井合名の理事は有賀長文、福井菊二郎、米山梅吉、牧田環、安川雄之助に池田を加えた6名であったが、翌1933年（昭和8年）9月に筆頭常務理事となっている。三井家当主の三井高広から請われたものであるが、三井家と対立することもあった。池田が取った改革としては、三井系企業からの三井高堅、三井高泰、三井高寛ら三井家同族の退職、株式の公開、社会事業への寄付（三井報恩会を設立）などがある。又、ワンマンの傾向があった安川雄之助の勇退を勧告し、
1936年（昭和11年）には、三井合名・直系6社に定年制を導入し、自らも70歳で退職するなど、自らをも含めた経営者にも規律を求めた。

### 公職歴任
三井を退職した翌1937年（昭和12年）、第14代日本銀行総裁に就任した。1937年10月15日に近衛首相に請われ、内閣参議となる。更に1938年（昭和13年）5月26日から1939年（昭和14年）1月5日まで第1次近衛内閣で大蔵大臣兼商工大臣を務め、宇垣一成の外交政策と池田の財政経済政策にもとづいて近衛新体制運動の牽引役となる。国家総動員法発動などを巡って、帝国陸軍の専横に、資本の合理的論理で対抗することもあったが、虚しかった。更に政府に請われ大蔵省顧問、中央物価委員会会長、北支那開発株式会社及び、中支那振興会社の創立委員となる。平沼騏一郎内閣が潰れると、元老・西園寺公望は池田を後継にすることを考えたが、近衛はそれでは陸軍を抑えられないと消極姿勢を示し、結局陸軍が推した阿部信行が首相となった。更に阿部退任後の首班候補の一人でもあったが、やはり陸軍の反対で実現しなかった。
近衛文麿と池田の最大の違いは英米に対する評価であり、二人がついに相容れなかったのもこの点にあった。英米敵視の近衛は、大陸進出に熱心だった父近衛篤麿を継承すると共にその中国観にも父の影響が見られ、対する池田は米沢藩で財界の大御所であり自由主義者である父をルーツに持っていたためではと言われる 。1941年（昭和16年）に東條英機の下で枢密顧問官となるが、東條内閣成立後に親英米派と見なされた池田は、憲兵隊の監視対象となる。

### 戦後
1945年（昭和20年）の第二次世界大戦終結後の同年12月2日、連合国軍最高司令官総司令部は日本政府に対し池田を逮捕するよう命令（第三次逮捕者59名中の1人）、A級戦犯の容疑で巣鴨刑務所に勾留された。
1946年（昭和21年）5月に釈放されるが、後に公職追放となり神奈川県大磯町に引きこもり隠遁、三井財閥に対する影響力を喪失した。
近所に住む吉田茂首相が財政や人事についてしばしば池田に相談に来ており、戦前の池田の秘書だった泉山三六を蔵相に推薦した。1950年（昭和25年）腸潰瘍のため大磯の自宅にて死去。天皇から祭粢料を賜るが、勅使の差遣は辞退の申し入れがあった。享年83。墓所は文京区護国寺。

## 栄典
位階
- 1928年（昭和3年）11月10日 - 従五位[11]
- 1938年（昭和13年）6月1日 - 従三位[11]
- 1944年（昭和19年）4月15日 - 正三位[11]

勲章等
- 1940年（昭和15年）8月15日 - 紀元二千六百年祝典記念章[11][12]
- 1944年（昭和19年）3月7日 - 勲二等瑞宝章[11]

## 家族・親族
長女の敏子は岩崎隆弥に嫁いだ。
長男の成功は日本園芸(株)取締役、二男の池田潔は英文学者、評論家、慶應義塾大学名誉教授。妹婿に加藤武男（元三菱銀行頭取）と宇佐美勝夫（元東京府知事）が、甥に宇佐美洵（元日本銀行総裁）、宇佐美毅（元宮内庁長官）などがいる。弟の宏平は日本海海戦で戦死した海軍中尉である。

## エピソード
- 池田はその寡黙さで知られていた。その理由は父親の厳格な教育の影響ともいわれているが、池田自身は「方言が出ると困るから」だと語っていたという。
- 慶應義塾時代に学生達が食堂の食事が悪いと抗議のボイコットをした際、「（勉強をするために寮に入ったのに）飯がまずいからと言ってストライキをするのか」と呆れ果て、一人だけこれに加わらなかった。
- 池田の早稲田嫌いは有名で、1906年に中断した早慶野球戦が1925年まで再開されなかったのは慶應義塾評議員会で池田が強硬に反対したからだった[14]。
- 池田は留学経験からアメリカと戦争すべきではないとし、太平洋戦争に反対し東条英機と対峙した[15]。東条は政治的休戦と引き換えに、召集された三男の豊を安全な東京勤務へ移すことを提案したが池田は即座にこれを断った。その後豊は一兵卒として華中方面に出征し、栄養失調とマラリアで斃れ家族との再会はかなわなかった[16]。
- 戦後の財閥解体に際して、今はGHQに率先して協力したほうが将来訪れるであろう三井の再起の際に得策と考えこれに積極的に協力したとしているが、これは三井家に対するものではなく企業集団としての三井財閥の保全を目指したと考えられている。このため三井家や関係者から「恩知らず」「冷酷」と非難され、深く恨まれたといわれている。またこのエピソード自体が表面的な定年制を敷いた反面、実際には財閥への影響力を行使し続けたことを示している。
- 交遊が深かった牧野輝智を社会政策的な方面を担当とする重役として三井財閥入りさせる話が内定していたが、戦争のため実現しなかった[17]。

## 関連文献
- 『財界回顧』 世界の日本社 1949年（インタビュー集、柳沢健編）

　復刊：経済人叢書・図書出版社 1990年、解説・吉野俊彦
- 『故人今人』 世界の日本社 1949年（柳沢健編）
  - 再刊 『財界回顧』、『続財界回顧　故人今人』（三笠書房〈三笠文庫〉、1952-53年）
- 『私の人生観』 文藝春秋新社 1951年
- 『私のたけのこ哲学』 北辰堂 1952年

### 伝記・研究
- 今村武雄 『池田成彬伝』　慶應通信 1962年（同伝記刊行会編）、非売品でも刊行
- 西谷弥兵衛 『池田成彬伝』（東洋書館、日本財界人物伝全集〈第3巻〉、1954年）
- 小島直記 『池田成彬　富と銃剣』 人物往来社 1967年
- 江上剛 『我、弁明せず』 PHP研究所 2008年、PHP文芸文庫、2010年。長編小説作品
- 松浦正孝 『日中戦争期における経済と政治　近衛文麿と池田成彬』 東京大学出版会 1995年
- 松浦正孝 『財界の政治経済史　井上準之助・郷誠之助・池田成彬の時代』 東京大学出版会 2002年